# Lucas Barrios
Lucas Ramón Barrios Cáceres (San Fernando, 13 november 1984) is een in Argentinië geboren Paraguayaans voetballer die doorgaans als aanvaller speelt. Hij verruilde Huracán in januari 2020 voor Gimnasia La Plata. Barrios debuteerde in 2010 in het Paraguayaans voetbalelftal. Hij draagt de bijnaam La Pantera ('De Panter').
Barrios werd geboren in Argentinië, maar liet zich in maart 2010 naturaliseren tot Paraguayaan omdat hij meer kans zag om zich in het nationale elftal van dat land te spelen. Dit kon hij doen omdat zijn moeder Paraguayaans is. Bondscoach Gerardo Martino nam hem in 2010 vervolgens mee naar het wereldkampioenschap voetbal 2010.

## Cluboverzicht
| Seizoen | Club                      | Competitie              | Wedstrijden | Doelpunten |
| ------- | ------------------------- | ----------------------- | ----------- | ---------- |
| 2003/04 | Argentinos Juniors        | Primera B Nacional      | 15          | 5          |
| 2004    | → Club Atlético Tigre     | Primera B Metropolitana | 16          | 0          |
| 2004/05 | Argentinos Juniors        | Primera B Nacional      | 2           | 0          |
| 2005    | Deportes Temuco           | Tercera División A      | 28          | 12         |
| 2006    | CA Tiro Federal Argentino | Primera División        | 12          | 1          |
| 2006/07 | Club de Deportes Cobreloa | Primera División        | 35          | 22         |
| 2007    | Atlas Guadalajara         | Primera División        | 14          | 1          |
| 2008/09 | Colo-Colo                 | Primera División        | 42          | 38         |
| 2009/10 | Borussia Dortmund         | Bundesliga              | 33          | 19         |
| 2010/11 | Borussia Dortmund         | Bundesliga              | 32          | 16         |
| 2011/12 | Borussia Dortmund         | Bundesliga              | 18          | 4          |
| 2012/13 | Guangzhou Evergrande FC   | Super League            | 17          | 5          |
| 2013/14 | Spartak Moskou            | Premjer-Liga            | 15          | 1          |
| 2014/15 | Spartak Moskou            | Premjer-Liga            | 1           | 1          |
| 2014/15 | → Montpellier             | Ligue 1                 | 31          | 11         |
| 2015    | Palmeiras                 | Série A                 | 13          | 5          |
| 2016    | Palmeiras                 | Série A                 | 9           | 1          |
| 2017    | Grêmio                    | Série A                 | 17          | 4          |
| 2017/18 | Argentinos Juniors        | Primera División        | 12          | 4          |
| 2018    | Colo-Colo                 | Primera División        | 14          | 3          |
| 2018/19 | Huracán                   | Primera División        | 10          | 3          |

Bijgewerkt op 24 mei 2019

## Erelijst
Colo-Colo
- Topscorer Primera División de Chile

2008-Apertura (19 goals), 2008-Clausura (18 goals)
 Borussia Dortmund
- Kampioen Bundesliga

2010/11, 2011/12
- DFB-Pokal

2011/12
 Guangzhou Evergrande
- AFC Champions League

2013
- Kampioen China Super League

2012
- Beker van China

2012
 Palmeiras
- Kampioen Série A

2016
- Copa do Brasil

2015
 Grêmio
- Copa Libertadores

2017